# Iuri Medeiros
Iuri José Picanço Medeiros (Horta, 10 juli 1994) is een Portugees voetballer die doorgaans als vleugelspeler speelt. Hij stroomde in 2012 door vanuit de jeugd van Sporting Lissabon.

## Clubcarrière
Medeiros komt uit de jeugdopleiding van Sporting Lissabon. Hij debuteerde voor Sporting B tijdens het seizoen 2012/13 in de Primeira Liga. Hij speelde tien competitiewedstrijden dat seizoen.

## Interlandcarrière
Medeiros kwam uit voor meerdere Portugese nationale jeugdelftallen. Hij speelde onder meer tien interlands in Portugal –18, waarvoor hij eenmaal scoorde.
2 Gómez ·
3 Bambu ·
4 Niakaté ·
6 Carvalho ·
7 Bruma ·
8 Moutinho ·
9 El Ouazzani ·
10 A. Horta ·
11 Fernandes ·
12 Sá ·
13 Ferreira ·
15 Oliveira ·
16 Zalazar ·
19 Marín ·
20 Gharbi ·
21 R. Horta  ·
22 Helguera ·
25 Ribeiro ·
26 Arrey-Mbi ·
27 Guitane ·
29 Gorby ·
33 Marques ·
77 Martínez ·
90 Fernández ·
91 Horníček ·
Coach: Carvalhal
· Keeperstrainer: Carvalho